# Yoly Garcia
Yoly Esperanza Garcia Colmenares (* 23. November 1978 in San Cristóbal, Táchira) ist eine ehemalige venezolanische Fußballschiedsrichterassistentin.
Von 2007 bis 2021 stand Garcia auf der Liste der FIFA-Schiedsrichter und war an der Spielleitung internationaler Fußballpartien beteiligt.
Garcia wurde für die Copa América 2014 in Ecuador und die Copa América 2018 in Chile nominiert. Zudem war sie als Schiedsrichterassistentin bei der Weltmeisterschaft 2011 in Deutschland (als Assistentin von Estela Álvarez), bei der U-20-Weltmeisterschaft 2012 in Japan und bei der U-20-Weltmeisterschaft 2016 in Papua-Neuguinea im Einsatz.